# Anigraea albibasis
Anigraea albibasis är en fjärilsart som beskrevs av Alfred Ernest Wileman och Reginald James West 1928.
Anigraea albibasis ingår i släktet Anigraea och familjen nattflyn. Inga underarter finns listade i Catalogue of Life.